# Saratoga Springs (Utah)
Saratoga Springs ist eine Stadt im Utah County des US-Bundesstaates Utah. Das U.S. Census Bureau hat bei der Volkszählung 2020 eine Einwohnerzahl von 37.696 ermittelt.
Die Stadt ist Teil der Metropolregion Provo-Orem. Die Stadt ist eine relativ neue Entwicklung entlang des nordwestlichen Ufers des Utah Lake. Sie wurde nach dem gleichnamigen Ort im Bundesstaat New York benannt.

## Geschichte
In den frühen 1990er Jahren begannen Landbesitzer, die Möglichkeiten zur Erschließung des Landes rund um die heißen Quellen und in den Vorgebirgslagen der nahe gelegenen Lake Mountains Range zu untersuchen. Die Landentwicklungsverordnungen des Utah County waren nicht ausreichend städtisch, so dass mehrere Landbesitzer die Eingliederung als Town anstrebten. Daraufhin wurde Saratoga Springs als Town im Dezember 1997 gegründet. Im Jahr 2001 wurde Saratoga Springs zu einer Stadt (City) erhoben.

## Demografie
Nach einer Schätzung von 2019 leben in Saratoga Springs 33.282 Menschen. Die Bevölkerung teilt sich auf in 85,6 % nicht-hispanische Weiße, 0,7 % Afroamerikaner, 0,2 % indianischer Abstammung, 1,1 % Asiaten, 1,0 % Ozeanier, 0,2 % Sonstige und 3,2 % mit zwei oder mehr Ethnizitäten. Hispanics machten 8,0 % der Bevölkerung aus. Das mittlere Haushaltseinkommen lag 2017 bei 109.232 US-Dollar und die Armutsquote bei 2,3 %.